# Monothecium
- Commons
- Wikispecies

Monothecium Hochst., segundo o Sistema APG II,  é um gênero botânico da família Acanthaceae.

## Espécies
- Monothecium abbreviatum
- Monothecium aristatum
- Monothecium glandulosum
- Monothecium leucopterum
- Monothecium nakarii
- «Lista das espécies»

## Nome e referências
Monothecium Hochstetter, 1842

## Classificação do gênero
| Sistema | Classificação                       | Referência            |
| ------- | ----------------------------------- | --------------------- |
| APG II  | Ordem Lamiales, família Acanthaceae | APweb, versão 9, 2008 |